# 미토 도쿠가와가
미토 도쿠가와가(水戸徳川家)는 도쿠가와씨의 분가인 도쿠가와 고산케 중 한 가문이다. 미토번주의 가계로서 미토가(水戸家)로도 불린다.
가문의 시조는 도쿠가와 이에야스의 11남 도쿠가와 요리후사(아명은 쓰루치요마루)이다. 미토 고몬으로 유명한 도쿠가와 미쓰쿠니는 요리후사의 3남이다.
막말에는 미토 번주 도쿠가와 나리아키의 아들 도쿠가와 요시노부가 히토쓰바시가 당주가 되고 얼마 지나지않아 기슈가와의 쇼군 경합이 이뤄졌고 경쟁에서 밀렸지만 결국 에도 막부 마지막 쇼군이 되었다.
메이지 유신 이후 미토가의 가업이었던 대일본사가 도쿠가와 구니유키 대에 완성되어 당시 후작가였던 미토가는 공작가로 승작되었다.

## 같이 보기
- 도쿠가와 요시노부가
- 도쿠가와 장군가